# Leucostoma peruvianum
Leucostoma peruvianum là một loài ruồi trong họ Tachinidae.